# Domínio de Sanuki
O Domínio de Sanuki (佐贯藩, Sanuki-han) foi um domínio (Han) do Período Edo da História do Japão, localizada na Província de Kazusa (atual Chiba ). Tinha seu cerne no Castelo Sanuki na atual cidade de Futtsu.

## História
O Castelo Sanuki foi originalmente construído pelo Clã Satomi, que governou a maioria da Península de Boso durante o Período Sengoku. Após a Batalha de Odawara em 1590, Toyotomi Hideyoshi atribuiu a Região de Kanto a Tokugawa Ieyasu que também  retirou dos Satomi a Província de Awa, pelo seu parco apoio em suas campanhas contra o Clã Go-Hōjō. Tokugawa Ieyasu nomeou Naitō Ienaga, um de seus vassalos hereditários, para ser daimiô do novo Domínio de Sanuki .
Durante o Cerco de Fushimi em 1600, antes da Batalha de Sekigahara , Naitō Ienaga foi um dos últimos defensores do Castelo de Fushimi durante o assalto das forças de Ishida Mitsunari . Ele foi sucedido por seu filho, Naitō Masanaga, que foi premiado com um adicional de 10.000 koku por seus esforços no Cerco de Osaka . Ele ganhou mais 10.000 koku por sua participação na repressão da Clã Satomi no Domínio de Tateyama na Província de Awa, e ainda um outros 5.000 koku quando o Shogun Tokugawa Hidetada visitou-o em uma expedição, fazendo com que suas receitas totais fossem a 45.000 koku . Ele foi posteriormente transferido para o Domínio de Iwakidaira  na Província de Mutsu.
Seu substituto, Matsudaira Tadashige , era um hatamoto do Domínio de Fukuya na Província de Musashi de 8.000 koku, que foi elevada a daimyō com um adicional de 7.000 koku. Posteriormente foi transferido para o Domínio de Tanaka na Província de Suruga e o Domínio de Samuki  foi revertido para território  tenryō (sob o controle direto do xogunato Tokugawa) .
Em janeiro de 1639, Domínio de Sanuki foi atribuído a  Matsudaira Katsutaka, um ex-Jisha bugyo (supervisor dos templos e santuários) , cuja exploração tinha atingido 15.000 koku , qualificando-o como um daimyō . No entanto, o Clã Matsudaira foi despojado de Sanuki sob a posse de seu filho, Matsudaira Shige, por má gestão, e o Domínio de Sanuki novamente passou ao status de tenryō.
Em maio de 1710, o domínio foi restabelecido como 16.000 koku para Abe Masatane, anteriormente daimyō do Domínio de Kariya na Província de Mikawa . O Clã Abe continuou a governar Sanuki até a Restauração Meiji . O último daimyō do Domínio de Sanuki, Abe Masatsune, inicialmente serviu com as forças pró-Tokugawa na Guerra Boshin contra o conselho de seus mais antigos vassalos e recusou a entregar seu arsenal para o novo governo Meiji . Foi posteriormente preso por um tempo, mas perdoado, e foi nomeado governador de domínio sob a nova administração, até a abolição do sistema han , em Julho de 1871 e, posteriormente, tornou-se  (visconde) de acordo com o kazoku . 
O Domínio de Sanuki tornou-se a Província de Sanuki, que se fundiu em pouco tempo na Província de Kisarazu, em novembro de 1871, e mais tarde tornou-se parte da Província de Chiba.

## Lista de Daimyōs
- Clã Naitō (fudai) 1590-1622

1. Naitō Ienaga (内藤家長)   1590–1600
2. Naitō Masanaga (内藤政長)   1600–1622

- Clã Matsudaira (Sakurai) (fudai) 1622-1633

1. Matsudaira Tadashige (松平忠重) 1622–1633

- Clã Matsudaira (fudai) 1638-1684

1. Matsudaira Katsutaka (松平勝隆) 1638–1662
2. Matsudaira Shigeharu (松平重治) 1662–1684

- Clã Abe (fudai) 1684-1871

1. Abe Masatane (阿部正鎮) 1710–1751
2. Abe Masaoki (阿部正興) 1751–1764
3. Abe Masayoshi  (阿部正賀) 1764–1780
4. Abe Masazane (阿部正実) 1780–1792
5. Abe Masahiro  (阿部正簡) 1792–1825
6. Abe Masaakira (阿部正暠) 1638–1652
7. Abe Masachika (阿部正身) 1825–1836
8. Abe Masatsune (阿部正恒) 1836–1871